# Blarinella quadraticauda
Blarinella quadraticauda е вид бозайник от семейство Земеровкови (Soricidae).

## Разпространение
Видът е разпространен в Китай (Гансу, Съчуан, Шънси и Юннан).